# Janežovski Vrh
Janežovski Vrh is een plaats in Slovenië en maakt deel uit van de gemeente Destrnik in de NUTS-3-regio Podravska.